# باري روبنسون
باري روبنسون (22 فبراير 1932 في المملكة المتحدة - ) (بالإنجليزية: Barry Robinson)‏ هو لاعب كريكت بريطاني. لعب مع نادي مقاطعة بيدفوردشير للكريكت ‏.

## وصلات خارجية
- باري روبنسون على موقع إي آس بي آن كريك إنفو (الإنجليزية)